# Dolichoderus longipennis
Dolichoderus longipennis es una especie extinta de hormiga del género Dolichoderus, subfamilia Dolichoderinae. Fue descrita científicamente por Mayr en 1868.
Habitó en Rusia. Un ejemplar fue hallado en la región Báltica.